# 보드뢰이유-허드슨선
엑소 1호선 보드뢰이유-허드슨 (Ligne Exo 1 - Vaudreuil-Hudson)은 몬트리올의 통근 열차 노선 중 하나로 열차는 엑소가 소유하고 선로는 캐나다 태평양 철도 (CP) 가 소유하고 운행은 봄바디어 트랜스포테이숀이 맡는다.
보드뢰이유-허드슨선은 1887년에 CP가 레이크쇼어 웨스트선 여객열차로 운행 시작하였다. 이는 1982년에 CP가 여객열차 운행을 중단할 무렵에 STM의 전신인 몬트리올 도시공동체 교통공사 (STCUM) 로 운행 소관이 이전되었다. 1982년부터 1990년 사이에 보수 공사가 이루어진 이 노선은 1996년 1월 1일에 주정부의 광역 교통 기관인 광역교통국 (AMT)으로 이관되었다. AMT는 이후 엑소로 이름을 바꾸어 계속 운행하고 있다.
2020년 3월 23일 기준 보드뢰이유-허드슨선은 몬트리올 방면 평일 하루 10회, 토요일 4회, 일요일 3회, 보드뢰이유 및 허드슨 방면 하루 11회, 토요일 4회, 일요일에 3회씩 운행하고 있다.

## 역사

### 캐나다 태평양 철도
보드뢰이유-허드슨선은 1887년에 처음으로 운행을 시작하였다. 당시 몬트리올과 오타와 사이를 운행하던 열차에 몬트리올과 리고 사이를 완행 운행하였다. 이후 몬트리올섬 서쪽 연선으로 인구가 늘어나면서 캐나다 태평양 철도는 몬트리올섬과 섬 서쪽을 따라 정류장을 추가하였다. 개통 이후 50년 동안 노선 운행에 바뀐 것은 딱히 없었다. 평일 기준으로 하루 평균 12회가량 운행했으며 주말과 공휴일에는 3-4회 운행하였다.

### STCUM 이관
통근열차 노선은 1982년 10월 1일까지만 해도 CP가 소유하고 운영하였다. 이후 열차 소유권과 운행권은 몬트리올 광역공동체 교통공사의 손으로 넘어갔다. STCUM은 요금과 시간표를 짜고 CP가 소유했던 차량을 운행하였다. CP는 운행에 필요한 선로, 주박 시설, 유지·보수 등을 계속 제공하였다. 시간이 지나면서 새로운 장비와 역 보수 공사로 통근열차 노선은 거듭 발전하였다. 이 노선은 1996년 1월 1일에 운영 주체가 주정부 기관인 광역교통국 (AMT)으로 이관되었다.

### AMT와 엑소
2010년 7월 1일, 리고에서 기존 16만 달러에서 30만 달러로 인상된 통근열차 정차 비용을 감당할 수 없어 리고로 가는 통근열차의 운행이 중단되었고 이제 노선은 허드슨역에서 종착한다. 이에 따라 도리옹-리고선으로 알려졌던 이 노선은 대부분의 열차가 종착하는 보드뢰이유와 이 노선의 종착역인 허드슨의 이름을 따서 보드뢰이유-허드슨선으로 바뀌었다.

## 운행 계통
이 노선은 몬트리올 시내의 루시앙 랄리에역과 몽테레지 지역 보드뢰이유 솔랑주에 있는 보드뢰이유 및 허드슨 간을 운행하며, 대부분의 열차는 보드뢰이유역에서 시종착한다.
평일 아침에는 시내 방향, 오후에는 보드뢰이유 방면 열차가 30분 간격으로 운행하며 러시 아워와 주말에는 2-5시간 간격으로 운행한다. 허드슨역은 평일 아침에 시내 방면으로 1회, 저녁에 당역 방면으로 1회 운행한다. 평일 아침에는 비컨스필드에서 열차가 1대 시종착하는데, 루시앙 랄리에역에서 출발할 때 파인비치, 발루아, 시더파크역을 통과하여 준급행으로 운행하고 시내로 향할 때에는 전역 정차한다. 또한 평일 오후에도 보드뢰이유역에서 출발하는 열차 1대가 팽쿠르-테라스보드뢰이유, 일페로, 보르페르, 시더파크, 발루아, 파인비치역을 통과하고 루시앙 랄리역에서 출발할 때 보드뢰이유까지 전역 정차한다.

## 역 목록
| 노선                     | 역명                        | 역명 | 연결편 | 요금 구역 | 역간 거리 | 영업 거리                | 소재지        |
| ------------------------ | --------------------------- | --- | --- | --------- | --------- | ------------------------ | ------------- |
| CP 웨스트마운트선        | 루시앙 랄리에               | Lucien-L'Allier | - 루시앙 랄리에 지하철역 - 상트르빌 터미널 - 36 (서쪽), 150, 178, 350, 355, 358, 364, 410, 420, 427, 430, 465, 480, 747 | 1         | -         | 0.0                      | 몬트리올      |
| CP 웨스트마운트선        | 방돔                        | Vendôme | - 방돔 지하철역 - 17, 37, 77, 90, 102, 104, 105, 124, 371                                                               | 1         | 3.4       | 3.4                      | 몬트리올      |
| CP 웨스트마운트선        | 몽레알웨스트                | Montréal-Ouest | - 51, 90, 105, 123, 162, 356                                                                                            | 1         | 3.9       | 7.2                      | 몽레알 웨스트 |
| CP 보드뢰이유선          | 몽레알웨스트                | Montréal-Ouest | - 51, 90, 105, 123, 162, 356                                                                                            | 1         | 3.9       | 7.2                      | 몽레알 웨스트 |
| 라신                     | Lachine                     | | 3.3 | 1         | 12.7      | 몬트리올                 |               |
| 도르발                   | Dorval                      | - 도르발 VIA 철도역 - 몬트리올 피에르 엘리오트 트뤼도 국제공항 (209번 버스 이용) - 191, 195, 202, 203, 204, 209, 211, 354, 356, 378, 405, 411, 425, 460, 485, 495, 496 | 2 | 2.5       | 15.3      | 도르발                   |               |
| 파인비치                 | Pine Beach                  | - 204, 211, 354, 356, 411, 425 | 2 | 1.8       | 17.1      | 도르발                   |               |
| 발루아                   | Valois                      | - 202, 203, 204 | 2 | 2.1       | 19.2      | 푸앵트 클레르            |               |
| 푸앵트 클레르            | Pointe-Claire               | - 203, 211, 354, 405, 411, 425 | 2 | 0.8       | 20.0      | 푸앵트 클레르            |               |
| 시더파크                 | Cedar Park                  | | 2 | 1.4       | 21.4      | 푸앵트 클레르            |               |
| 비컨스필드               | Beaconsfield                | - 200, 201, 217, 354, 382, 401, 411, 425 | 3 | 2.4       | 23.8      | 비컨스필드               |               |
| 보르페르                 | Beaurepaire                 | - 354, 411 | 3 | 3.1       | 26.9      | 비컨스필드               |               |
| 베뒤르페                 | Baie-d'Urfé                 | - 354, 411 | 3 | 2.7       | 29.6      | 베뒤르페                 |               |
| 생탄드벨뷔               | Sainte-Anne-de-Bellevue     | - 212, 354 - 35, 44, 335 | 3 | 2.9       | 32.5      | 생탄드벨뷔               |               |
| 일페로                   | Île-Perrot                  | - 41, 42, 43, 44, 46, 91 | 4 | 1.9       | 34.4      | 일페로                   |               |
| 팽쿠르 테라스 보드뢰이유 | Pincourt–Terrasse-Vaudreuil | - 31, 33, 44, 91, 335 | 4 | 2.2       | 36.7      | 팽쿠르 테라스 보드뢰이유 |               |
| 도리옹                   | Dorion                      | - 3, 5, 8, 15, 35, 91 | 5 | 1.1       | 37.8      | 보드뢰이유 도리옹        |               |
| 도리옹                   | Dorion                      | - 3, 5, 8, 15, 35, 91 | 5 | 1.1       | 37.8      | 보드뢰이유 도리옹        | 엑소 M&O선    |
| 보드뢰이유               | Vaudreuil                   | - 1, 2, 4, 5, 6, 7, 15, 21, 40, 51, 61, 91, 115 | 5 | 3.4       | 42.2      | 보드뢰이유 도리옹        |               |
| 허드슨                   | Hudson                      | - 21 | 6 | 10.1      | 51.2      | 허드슨                   |               |